# 신무 (1625년)
신무(愼懋, 1629년 ~ 1703년 11월 12일)는 조선 후기의 유학자이자 성리학자로, 본관은 거창이다. 자는 면재(勉哉), 호는 만호(晩湖)이다. 선우협(鮮于浹), 관설 허후(觀雪 許厚)의 문인이다.
진사시에 합격하였지만 관직에 나가지 않고, 학문 연마와 후학 양성에 전념하였다. 그는 한강 정구와 장현광의 학통을 수학하였으며, 뒤에 종증손자 하빈 신후담에게도 영향을 주었다. 한성부 출신이다.

## 생애
한성부 출신이며, 신승선과 중모현주의 6대손이자 신도공 신수근(愼守勤)의 5대손으로, 고조부는 신수근의 아들 중 신홍필(愼弘弼)이고, 증조부는 신사영(愼思永)이며, 할아버지는 진위장군 행충좌위부사과 신수이고 아버지는 사직서령과 오위장을 지내고 사후 증 가선대부 호조참판 겸 동지의금부사(贈嘉善大夫戶曹參判兼同知義禁府事)와 제창군(濟昌君)에 추증된 신득의(愼得義)이고 어머니는 순흥안씨로 문성공 안향의 후손이나 서출이었다. 그러나 그는 신득의의 서자였다. 그가 서자인 것은 성호 이익의 성호사설 중 48권과 60권, 그리고 이익이 쓴 신구중의 묘갈명인 병조정랑신공묘갈명 등에 수록되어 알려지게 되었다.
적형 중의 한명인 신희(愼喜)는 서사, 사헌부감찰, 금오랑 등을 지내고 심기원(沈器遠), 권억(權澺) 등의 모반 진압에 참여한 공로로 영국원종공신이 되었으며, 영평현령 겸 양주진관병마절제도위를 지냈다.
처음 선우협(鮮于浹)의 문하에서 글을 배우다가, 뒤에 관설 허후(觀雪 許厚)를 찾아과 글과 학문을 배웠다. 허후는 미수 허목의 8촌 종형으로, 허목과 같이 한강 정구의 문하에서 수학했고, 나중에는 여헌 장현광의 문하에서도 글과 학문을 배웠다.
그뒤 허통(許通)이 허락되어 과거에 응시할 자격을 얻었다. 1666년(현종 7년) 식년사마시(式年司馬試) 진사시에 2등으로 합격하여 진사(進士)가 되었으나, 이후 관직을 단념하고 학문 연구와 후학 양성에 전념하였다. 그의 문하생 중에는 그의 적형 신희의 양손자 신구중도 있었고, 하빈 신후담에게도 영향을 주었다. 후에 왕의 구언에 응하여 보민편(保民篇)을 지어 올렸다.
성호 이익은 그에게서 직접 수학하지는 않았지만, 신무의 학문적 사상을 평할 때, 실천궁행(實踐躬行)과 공경(恭敬), 질박함 등이 그 특징이라고 지적하였다. 그밖에 식견과 행실이 탁월하여 당대에 이름이 있었다는 평도 있다. 만년에는 영동(嶺東)으로 가서 여생을 보냈다. 처음 묘소는 거창(居昌) 장생동(長生洞)이었으나 뒤에 2004년 5월 27일 양주시 장흥면 일영리 신수근의 묘소 아래 증조부, 조부 묘소 아래편 왼쪽으로 이장되었다.

## 가족 관계
- 할아버지 : 신수(1554년 5월 14일 ~ 1592년 5월 15일)
- 할머니 : 청송심씨(1553년 7월 17일 ~ 1634년 4월 27일), 평시서령 심응록(沈應祿)의 딸, 망세당 심선 5대손, 첨정 심광록 증손
  - 백부 : 신득인(愼得仁)
  - 숙부 : 신득례(愼得禮)
  - 숙부 : 신득지(愼得智)
  - 고모부 : 변호의(邊好誼)
- 아버지 : 신득의(愼得義, 1615년 10월 5일 ~ 1679년 9월 6일)
- 어머니(적모) : 강화최씨(1614년 10월 5일 ~ 1648년 3월 27일), 통례원상례 최시량의 딸, 1남 3녀
  - 이복 적형 : 신희(愼憙)
  - 이복 누나 : 동래정씨
  - 이복 매부 : 이극인(李克仁, 문과 지평), 연안이씨
  - 이복 누나 : 동래정씨
  - 이복 매부 : 정행숙(鄭行淑), 동래정씨
- 어머니(적모) : 한양조씨(1628년 11월 20일 ~ 1706년 2월 27일)
- 어머니(생모) : 순흥안씨
  - 형 : 신유(愼愈)
  - 동생 : 신헌(愼憲)
  - 제수 : 연일정씨, 병마절도사 정전현(鄭傳賢)의 딸
    - 조카 : 신휘국(愼徽國), 양자로 입양
    - 조카 : 신휘언(愼徽言)
    - 조카 : 신휘유(愼徽猷)
    - 조카 : 신휘공(愼徽恭)
    - 조카사위 : 김일태(金日泰)
- 부인 : 박씨, 본관 미상, 생몰년 미상, 수군절도사 박상준(朴尙俊)의 딸
  - 양자 : 신휘국(愼徽國), 동생 신헌의 장남
  - 양며느리 : 전주이씨, 군수 이명빈(李明彬)의 딸

## 같이 보기
| - 신수근 - 신승선 - 거창군부인 신씨 - 단경왕후 - 허후 - 예송 - 한려학파 - 남인 - 정구 - 장현광 | - 중모현주 - 윤휴 - 허목 - 이서우 - 이익 - 신구중 - 신후담 - 안정복 - 윤선도 |

## 참고 문헌
- 성호사설
- 돈재집